# 山本安英
山本 安英（やまもと やすえ、1902年（明治35年）10月29日  - 1993年（平成5年）10月20日）は、日本の新劇女優・朗読家。本名は山本 千代（やまもと ちよ）。
築地小劇場の創立第一期メンバーで、戦後は木下順二作の戯曲『夕鶴』のヒロイン・つう役を1000回以上にわたって演じたことで知られる。

## 来歴

### 生い立ち
小柳トメの長女として生まれる。宮岸泰治は1969年に山本から「私生子なの」と告げられたと記しており、戸籍謄本には父の名がない。宮岸泰治の聞き書きでは、母の子として認知を受けたのは6歳の時だったという。山本は自伝に東京の神田で生まれて、「間もなく家の都合で横浜の日の出町に移り住みました」と記している。戸籍上は出生当時から住所は横浜市青木町反町だった。
幼少期の保護者は祖父と母で、その後弟が3人生まれ、小学校に上がる頃には祖父は他界していた。山本によると祖父は芝居好きで、幼い山本に『仮名手本忠臣蔵』の鷺坂伴内の振りを教えて、山本はそれを夕食後に演じていたという。母親は外国人向けの写真やガラス絵に彩色する下請け仕事をしていたが、貧しい暮らしぶりだった。父は時々横浜の自宅を訪ねて土産の牛肉で作った料理を子供たちに振る舞うと、すぐにまた出て行ったと山本は記している。横浜市内で住所を2回移り、3つの小学校に通った。小学校高学年になると、母の作った商品を販売先の店に届ける仕事を担った。山本は幼少期の体験と舞台での役柄の関わりについて、「貧しい家に育っていく少女の役々を、何かのびのびと想像力が湧いて来るままに自然に理解することができる気がしたのも、知らないうちに、この頃の生活が思い出されていたからかも分りません」と述べている。
1917年、15歳の時に叔母（母の妹）の山本サダおよび夫の山本章太郎の養女となる（弟の一人もあわせて養子となった）。養父の章太郎は東京の麹町区（現・千代田区）紀尾井町で開業医を営み、夫妻に子供はなかった。山本は横浜在住のまま神奈川高等女学校（現・神奈川学園高等学校）に進学する。養母（叔母）は芸事好きで、山本が長唄の稽古を受けることを許した。休みには養父母の家で過ごし、長唄や踊りを習いに通った。この女学校時代に山本は本格的に俳優となることを志した。その背景には貧しい生家を助けるために職業に就きたいという意識があったと山本は自伝に記している。山本の希望を知った養母は、5代目中村歌右衛門に話をして女学校在学中の山本と面接させ、歌右衛門からは「男なら養子にしてもいいが、女なのが惜しい」という丁重な返答があったという。

### 戦時中までの活動

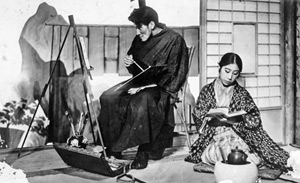
築地小劇場の『愛慾』で千代子を演じる山本安英（右）。
左は英次役の友田恭助（1926年）

1921年（大正10年）に歌舞伎俳優2代目市川左団次主宰の現代劇女優養成所の生徒募集を新聞で知り応募する。選考の結果、最年少で合格者となる。養成所入りに際して「安英」という芸名を付ける。山本によるとこの芸名は養父に知られないために付けたもので、明確な由来などはなく、読み方も当初は一定しなかったが「世間のほうで」決めてくれたという。同年12月に左団次一座の帝国劇場興行（小山内薫原作：『第一の世界』）で、左団次の娘役として初舞台を踏む。養成所には小山内のほか土方与志も関与したが、初回公演のみで翌年春には解散となった。
山本は養父母宅で暮らしながら、ライオン歯磨（当時の社名は「小林商店」）の開いた「ライオン児童歯科院」に勤務した。『ライオン口腔保健活動100年のあゆみ』（2017年）によると、在職当時の山本は口腔衛生婦（現在の歯科衛生士に該当、ただし当時は国家資格ではなかった）を担当したという。当時ライオン歯磨広告部にいた詩人の大手拓次の日記によれば、山本が入社したのは1922年11月16日だった。大手はそれ以後日記に山本への思慕やそれを託した詩を書き綴ったが、内向的だった彼は積極的に声をかけなかった。大手の日記によれば1923年に入ってからはわずかながら会話を交わし、大手は本を貸したり焚いた香を分けるなどしたものの、4月に大手は本社に移り、同月13日に前の職場を訪ねて山本の退職を知らされ、以後山本に関する記述は途絶えた。山本は稽古事も続け、時折小山内の自宅に通っていた。図書館での戯曲の読書や発声訓練など、俳優に必要な自習もおこなった。1923年9月の関東大震災時には、横浜在住の母と弟2人がたまたま養父母宅を訪れており、山本も含めて全員無事だったが、横浜の実家は灰燼に帰し、母は養父の援助で高円寺の借家で文具店を開いた。母が病気だったため、山本は仕入れなど店の実務を担い、「愛読していた樋口一葉に、私自身がなったような気になりすましていたようです」と自伝に記している。また、震災の年に、山本とともに養子となっていた弟が結核のため死去した。
1924年（大正13年）、小山内薫、土方与志によって創設された築地小劇場の創立に参加、研究生となる。これは現代劇女優養成所での縁から呼ばれたものだった。創立準備で集まった俳優はほかに汐見洋、友田恭助（以上二名は劇団同人のメンバーを兼ねた）、丸山定夫、千田是也、竹内良一（当時は「竹内良作」）らで、一時は女優が山本のみとなり、田村秋子が加入して「ほっとした」という。6月13日の初公演では裏方だったが、7月12日からの『人造人間』（カレル・チャペック作、土方与志演出）で初めて配役として舞台に立つ。以後、年内に12編に出演し同年12月までには正式な劇団員となった。小山内らの厳しい指導もあり劇場は常に緊張感に包まれ、俳優にとっては心身を酷使する日常でもあったが、山本は「ほんとうに幸福でした」と振り返っている。小劇場の準備段階から、小山内らの掲げた演劇改革の理念に山本を含めた参加者は深く共感していた。山本は1926年までに『どん底』のナターシャ、『桜の園』のワーリャ、『三人姉妹』のオリガ、『愛慾』の千代子などの役を演じた。雑誌『演劇新潮』1926年10月号の「若い女優と役者」という特集で、女優の筆頭として取り上げられ、「築地のシンボル」という扱いを受けるようになっていた。1925年8月には東京放送局による日本最初のラジオドラマ『炭坑の中』（リチャード・ヒューズ原作）に出演している。1926年には国民文芸会の国民文芸賞にノミネートされたものの、「時期尚早」という理由で受賞はならなかった。
1927年以降も築地小劇場での出演は続いたが、1928年12月25日、『晩春騒夜』の慰労会（原作者の上田文子による）で小山内が倒れてそのまま急逝し、同席した山本は臨終を看取った数少ない一人となった。それから3か月後の1929年（昭和4年）3月24日、『夜の宿（どん底）』の公演を最後に、山本は薄田研二、丸山定夫・細川知歌子・高橋豊子ら5人とともに築地小劇場を脱退した。劇団分裂の経緯について山本は、小山内の死去が理由だと「簡単に言い去ることができないもの」で、様々な事情が積み重なって起きたという見方を示している。山本が在籍した4年9か月の間に築地小劇場は内外の戯曲117編を上演し、そのうち68編に山本は出演した。
『夜の宿』最終日に山本ら脱退メンバーは新築地劇団結成の声明書を発表し、先に築地小劇場を退いた土方与志を中心とする形で創立した。1929年5月の公式第一回公演の際、山本らメンバーの予想を上回る客入りに「ほとんど踊り出したい気持ちでした」と後年述べている。その後も公演では多くの観客を動員したが、劇団員は運営の任も負う形となり、築地小劇場時代よりも負担は増大した。しかも、演劇に対する検閲規制が激化し、1930年2月の『蜂起』（藤森成吉作）は台本が三分の一にまで削られ、それでも土方の決断で公演に踏み切るものの、直前の新聞に「公演中止」という誤報が出たことで観客が激減し大きな欠損が生じた。その次の公演作は上演禁止（当初の作品禁止後に予定した代替作も禁止）となった。困窮した劇団員は内職を掛け持ちし、身体を酷使したと山本は記している。
私生活では、築地小劇場時代に実母の店が近隣火災に巻き込まれて焼失し、実母と弟二人は山本家に同居した。その後、弟の一人が結核を発症して、療養のため実母と弟二人は神奈川県国府津町（現・小田原市）に移ったが、罹患した弟は1929年に死去する。その少し前に養父の山本章太郎も没し、養母は遺産の大半を他人に奪われて零落したため、山本は実母・養母・一人残った弟の4人で麹町区内の借家に暮らすこととなった。また、当時の新聞報道によると、1931年1月16日に劇作家の藤田満雄と結婚した。
こうした苦しい生活の中で山本は1933年に結核を発症する。休演・療養を挟んで復帰したが、1935年に再度発症し、この年は2月の公演（2作品の二本立て）にしか舞台に立てなかった。1933年の発症時には同年10月に長谷川時雨らが発起人となって最初の後援会が発足した。1935年6月には夫の藤田も病臥して家庭は困窮を極め、11月に新築地劇団が築地小劇場の建物を使って実施した『人生劇場』の公演では、予定より1日公演期間を延ばし、その日の収入を藤田と山本に救援費として送ったと報じられている。1936年には改めて後援会が結成されるとともに、随筆集『素顔』を刊行した（刊行は生活援助の一環だった）。同年8月に舞台に復帰したが、それに先立つ7月5日に夫の藤田は骨髄性白血病により死去した。以後、再婚することはなかった。1936年12月の『女人哀詞』（山本有三作）は好評を博し、山本は「数知れない多くの方々が、病後の私に注いで下さったご厚情の数々を、私は永く忘れることが出来ません」と記した。当時は、プロレタリア演劇運動が当局の弾圧で壊滅した後、演劇界が復活して観客が戻ってきた時期だった。学生だった木下順二と出会ったのはこの頃である。新築地劇団にはのちに著名な俳優となる人物も研究生として参加したが、そのうち沢村貞子は山本に女優志願の手紙を書いて入団し、千秋実は1936年に研究生として入団した際に芸名を尊敬していた山本に付けてもらったという。
しかし山本は1938年11月に結核が再発して療養生活に戻る。鎌倉への転地もおこない、1939年6月にはいったん床上げして、11月には7年ぶりとなるラジオドラマ『あかつき』（原作：長谷川時雨）にも出演した。だが、舞台に復帰できないまま、1940年8月に新築地劇団は新協劇団とともに「自発的解散の慫慂」に従う形で、事実上強制解散させられた。
所属劇団を失った山本は、1941年1月から日活による「日本映画学校」の講師に就任、同年6月には日本で最初の声優養成所である日本放送協会専属劇団（後の東京放送劇団）の講師となる。山本の指導を受けた日本放送協会専属劇団出身者に加藤道子、七尾伶子、巌金四郎らがいる。戦時中の山本は結核が完全には癒えず、病臥を繰り返す生活だった。それでも劇団旗揚げ（井上正夫からのもの、川村花菱による岡譲二と組ませる企画、および情報局による移動劇団結成企画）や映画出演（稲垣浩監督による『宮本武蔵』）の勧誘・依頼が持ち込まれたが、そのいずれにも応じなかった。一方、1942年8月6日には、治安維持法違反で検挙されて一審判決を4日後に控えた久保栄を見舞い、「苦楽座のことなどが話題にのぼり、とうとう私だけ売れ残りましたと笑って」いたことが久保の日記に記されている。久保に対しては、看病や家事の手伝いとして渡辺マサ（のち久保の養女となり、久保マサとなる）を紹介していた。
山本は「いよいよの時には三味線の師匠になって生計をたてよう」と一中節をはじめとする伝統芸能の習得（古典作品の読書も含む）に励み、「この戦時中ほど、伝統芸術の勉強ができたことはありませんでした」と回想している。千駄ヶ谷にあった自宅には、山本を慕って勉強を望む俳優志望者が集まり、朗読指導や戯曲講読の会合が開かれた。戦局が悪化すると、自宅の勉強会に参加していた真山美保に長野県諏訪の紹介を受け、1945年3月に実母・義母を伴って疎開した。疎開先はより詳しくは蓼科で、山本のもとで勉強していた若い俳優たちも加わった。疎開先への荷物移動で留守にした自宅に丸山定夫が薄田研二とともに訪問していたことを後に知り、広島原爆で被爆死した丸山と会う機会を失ったことを「心から残念に思います」と述べている。丸山はこの当時、運営する苦楽座の俳優が東京大空襲後に相次いで帰郷したため、演目の『獅子』（三好十郎作）で「お雪」を演じる人物を求めて山本を含む旧知の女優を訪ね歩いていたとされる。

### 戦後の活動

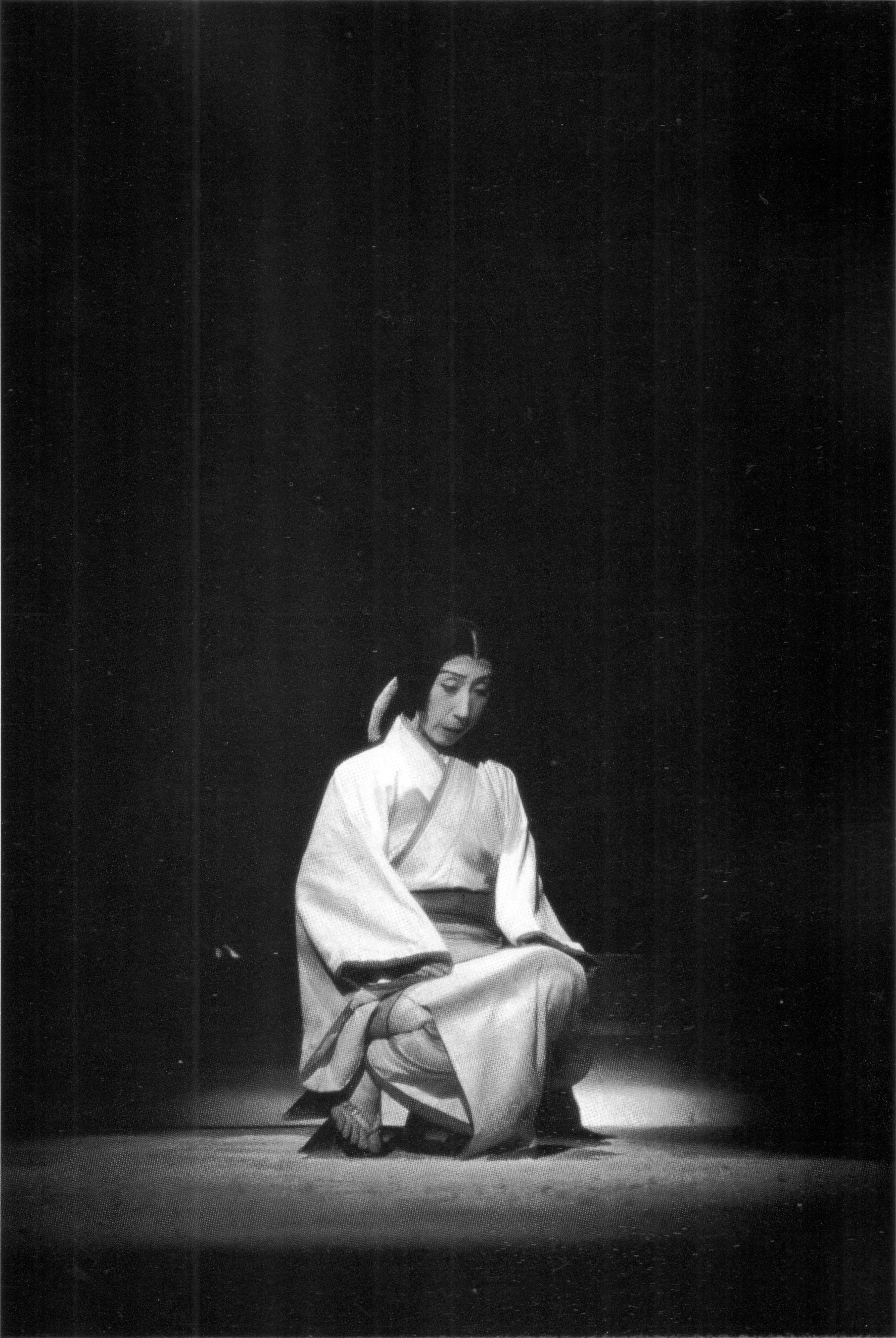
『夕鶴』のつうを演じる
山本安英（木村伊兵衛撮影、1952年）

終戦後の1945年12月または1946年1月に疎開先から東京に戻る。1946年3月に、土方与志の演出による『人形の家』に客演して、8年ぶりに舞台に立った。1947年3月には久保栄の作・演出による『林檎園日記』に出演する。
当時、山本の元には引き続き俳優志望者が集まっていたが、1947年4月に木下順二作のラジオドラマに彼らが出る際に「ぶどうの会」と名付けられた。新築地劇団の復活が実現しない中、1948年3月に「ぶどうの会」は「第一回勉強会」と称した発表会を実施する。木下順二は『婦人公論』1949年1月号に『夕鶴』を発表、同年10月27日に奈良県丹波市町（現・天理市）の天理教本部講堂で「ぶどうの会」により初演され、ヒロインのつうを演じる。この上演は山本が初めて「ぶどうの会」のメンバーとともにおこなった公演だった。この後、「ぶどうの会」は山本の活動拠点となる。
帰京してからの住所はなかなか一定せず、中野の統制組合事務所に始まり、高円寺、大久保、板橋、目黒区柿の木坂、文京区関口と移って1952年に千駄木に落ち着いた。
「ぶどうの会」の時代には『夕鶴』の公演を続けたほかに、木下順二作の『蛙昇天』『瓜子姫とあまんじゃく』『風浪』『赤い陣羽織』『おんにょろ盛衰記』『東の国にて』『沖縄』といった作品に出演した。ただし、舞台公演は多い年でも年間5つに満たず、1960年の時点で山本は、戦後の15年間について「これほど間遠に時々しか舞台をふまなかった体験は、私の俳優生活の中で本当に初めてのことです」と記した。「ぶどうの会」での後進育成を優先したことが要因だった。この間、1960年9月から11月にかけ、第一次訪中日本新劇団の副団長として中華人民共和国（当時はまだ日本と正式な国交がなかった）を58日間にわたって訪問し、北京、武漢、上海、広州で『夕鶴』を公演した。これが生涯で唯一の外国公演だった。また、新築地劇団以来の盟友で、戦後は『夕鶴』をはじめとする出演作で演出を担当した岡倉士朗が1959年2月に急逝して大きな衝撃を受け、1960年の文章で「ぶどうの会も（中略）大きな転機に立たされたことになります」と述べた。1962年には、二世西川鯉三郎が木下順二に、「自分と山本と清元の宮川栄寿郎が組める作品」を依頼してできた、朗読・三味線・舞踊を組み合わせた創作舞踊『花若』に出演している。
しかし、山本は1964年9月7日に「ぶどうの会」の解散を発表する。その理由について山本は発表の声明で「会がさらに自由に発展して行くためには、ここでぶどうの会という形態を解消することが最上の道」と説明した。この発表はマスコミには大きな驚きをもって受け止められたが、山本は自伝で「モヤモヤしたものが明らかな形をとって出てきた」「一九六〇年の安保闘争後、内部の人達の考え方が、外部のいろいろな状態を反映してだと思いますが、各々において急速に変ってきていたように思います」とその背景を説明している。解散発表とともに「解散残務処理委員会」が作られて、すでに先約のあった公演は予定通り実施し（同年12月に終了）、1965年10月の付属俳優養成所三期生卒業公演をもって完全に活動を終了した。
1965年11月15日、当時の日本の演劇界では異例だった個人のための組織「山本安英の会」を発足させる。発足に際しては、文化人や学者ら8人による「山本安英の演劇活動を支援する八人の会」が応援の「手紙」を関係者に発送した。「山本安英の会」は1966年5月の『陽気な地獄破り』『花若』で初めて公演をおこない、9月には『夕鶴』の公演も再開した。
また、1967年12月から、「聴いて感動するせりふ」作りに必要な「日本語の表現力全体」を対象とした「ことばの勉強会」を開催した。山本は勉強会の「三本の柱」として地域語（方言）・朗誦術 (declamation)・日本古典の原文による朗読はどこまで可能か、を挙げていた。
山本は稽古場として「ぶどうの会」以来東大YMCAビルを使用していたが、ビルの移転改築に伴い、1970年代前半に自宅の庭に18畳の稽古場を新築した。1973年の後援会報に掲載された文章によれば、「山本安英の会」は山本本人と付属の事務局だけで構成され、活動ごと（公演、「ことばの勉強会」、群読･朗読、ゼミナール、放送など）に「活動体」ができて「（活動体の）輪は互いに少しずつ重なり合いながら”会”を押し包んでおり、この全体が〈山本安英の会〉の現在」であるとされた。各活動体担当者の会合は自宅稽古場で実施され、「みなの会」と称された。この集まりは議決・執行機関ではなく、山本は「ブレインによるいわゆる諮問機関に近いのかもしれませんが、皆さんは活動体のどれかに自主的に参加して責任を持って下さっている」と記している。公演の際は、スタッフ･キャストの人選と依頼、予算検討に始まり、スケジュールや会場決定、広報活動、チケット販売、宿舎や交通機関の手配に至るまで、山本と事務局及び「みなの会」の担当者がおこなっていた。
「山本安英の会」は1979年に木下順二作の『子午線の祀り』を宇野重吉の総合演出により上演する。これは『平家物語』を素材に源平合戦を平知盛を中心に描き、出演者は能楽・歌舞伎・狂言・新劇の混成で（山本は「影身の内侍」役）、総合演出の下に能楽・歌舞伎・群読のパート演出が置かれた。以後同じスタッフ･キャストにより1981年まで3次にわたり上演された。
『夕鶴』は、1984年7月24日に福島市公会堂で1000回公演を達成した。最終的に1986年までの37年間に上演回数1037回を記録した。
1987年と1988年には舞台に立たなかった。1988年には自身が作成してきた新聞･雑誌切り抜き帳の一部（1921年 - 1965年）が早稲田大学坪内博士記念演劇博物館に寄贈され、公益信託「山本安英の会」記念基金が創設された。宮岸泰治は、山本が「（おそらく『夕鶴』1000回公演から）五年生きるつもりだった」と話すのを聞いた経験から、これらの動きを「一つの区切りに向かって歩き始めた」と解し、実際に1989年元日付で「遺言書」を書き記した。同年に『花若』を試演し、3年ぶりの舞台となる。1990年、第四次となる『子午線の祀り』を上演。この上演は、宇野重吉が1988年に没した後、宇野の総合演出時代にカットした部分を、木下順二の意向により含めた初の全編上演となった。
1991年9月に腹部の大手術を受ける。半年間の静養が必要とされたところ、山本は3か月後には『子午線の祀り』の第五次公演に向けた稽古に入る。1992年1月から2月にかけて『子午線の祀り』第五次公演に出演、これが最後の舞台となった。終了後の4月24日には余命4か月と宣告を受け、東京都立駒込病院の主治医より「あれほど苦労してきた人だから、しばらくいい気持ちの時間を持たせてあげたい」という治療（「肝臓転移」に対するもの）を5月に受けた。同年12月、『女優という仕事』（岩波新書）を刊行、遺著となった。
1993年（平成5年）10月20日、急性呼吸不全のため東京都文京区千駄木の自宅で死去。満90歳没（享年92）。遺言により、葬儀や告別式は実施されなかった。翌1994年2月6日に砂防会館内の「シェーンバッハ・サボー」で追悼行事「演じること 生きること―山本安英を偲ぶ」が開かれた。同年9月25日に音羽に近い蓮光寺に納骨され、木下順二揮毫の「山本安英ここに眠る」の文字と西暦の没年月日が刻まれた墓標が建立された。
没後に静岡県天城湯ケ島町（現・伊豆市）に『夕鶴』に関する資料（衣装、小道具、台本、舞台写真、録音テープ等）が寄贈され、伊豆市天城会館内の「夕鶴記念館」に収められている。

## 誕生日について
生前に刊行された人名辞典類には誕生日は「1906年（明治39年）12月29日」と記載されていたが、死去直後に実際の誕生日が1902年（明治35年）10月29日であることが明らかにされた。この背景について、実際の誕生日を報じた新聞記事では、生前の山本が取材に際して年齢を「聞かないで欲しい」と回答し続け、人名辞典類の記載が転載を重ねて「定説」化していたと指摘されている。宮岸泰治によると、山本は戦前から年齢に対する「抵抗」を示し、1960年代半ばには「女優に年齢はありません」という発言をしていた。1966年に朝日新聞の「ひと」欄に取り上げられたとき、山本の発言に応じて当時としては異例の「年齢記載なし」で掲載され、1975年1月の朝日賞受賞インタビューでも受賞者の中で唯一年齢が記されなかった。1987年に執筆した自伝の末尾にも「一人の女性の俳優として、与えられた役、それが年若い娘であろうと老婆であろうと（中略）いつでもやってみせなければならないだろうと思ってきました。その意味で俳優に年齢はなく、心身は常に新鮮でなければならないといつも心懸けてきたということです。」と記した。
21世紀に刊行された事典類でも山本存命時の誕生日をそのまま記載しているものが存在する。

## 人物
戦前から発声には定評があり、『演劇新潮』1926年10月号の特集に寄稿した小山内薫は山本の長所として「頭がいい」ことに続けて「白（せりふ）、殊にアーチキユレーシヨンの明瞭なこと」と記した。宮岸泰治は、同じ号に岡本かの子が山本の容貌について記した内容をもとに、山本が発声に有利な高い口蓋の持ち主であったと推測している。宮岸によると、山本は楽屋で出番前に舌を手で引き出して濡れ手ぬぐいを当てて回し、固さをほぐしていたという。
来歴節に記したように、築地小劇場時代より高い評価と人気を得ていた。1927年に自作の『二つの心』の上演を観覧した武者小路実篤は、腰元を演じた山本について「感心した」「あの役をあれまで自然にこなせる人は一寸他にないように思った」「見ていて不安を受けずにすめた。一緒に行った仲間も皆感心し、興奮していた。あの位やられれば作者は満足である」という感想を新聞に寄せている。
プロレタリア演劇運動の最盛期にその現場にいたが、戦後の自伝で当局の弾圧とは別に「新劇の側でも、反省しなければならない点」として「時として新劇が、純粋な芸術というにはあまりにも思想の宣伝の手段となっていたという点です」と記している。その時期の自身については「この頃から病床に伏すことが多くなり、政治の実際活動にはほとんど参加できませんでした」とも述べている。ただし、1987年の澤地久枝との対談ではその時代の経験が「いつも社会や歴史の本質的な問題をとらえるように私をしむけてくれた」と話し、演劇活動の中から「どうかして人生の本質をとり出し、生きていく糧にしたい。世の中を少しでもいいものにしていきたい」と述べた。実際、社会問題への関心は戦後も失わず、1960年の安保闘争の際には新劇人のメンバーによる改定反対デモに連日参加し（新安保条約成立直前の同年6月15日に起きた、右翼団体によるデモ襲撃の場面にも遭遇した）、最晩年には衆議院に小選挙区比例代表並立制を導入する公職選挙法改正に反対する意思を示して死去前日付で反対声明への確認署名をおこなった。
好きな戯曲は何かという質問に対しては、ロマン・ロランの『愛と死の戯れ』と答えていた。山本は築地小劇場時代にソフィ役で同作に出演し、汐見洋演じるジェロームの長台詞（台本9ページ分）を聞く場面について「このときほどせりふを聞くということのむずかしさを痛感したことはありません」とのちに述べている。
前記の通り、俳優デビューの時期からの資料を大切に保管しており、早稲田大学坪内博士記念演劇博物館に切り抜き帳を寄贈した後の1990年からは写真類の整理がおこなわれ、整理に当たったスタッフが特定できなかった写っている人物や場所を、山本は一目でほぼ言い当てたという。これらの写真は『山本安英の仕事』として1991年に刊行された。

## 受賞
- 1951年：第1回芸術選奨文部大臣賞
- 1951年：大阪市民文化祭名誉賞
- 1952年：第3回NHK放送文化賞
- 1958年：大阪府民文化祭賞
- 1974年：朝日文化賞
- 1980年：第21回毎日芸術賞
- 1984年：倉敷市民劇場特別賞
- 1984年：第10回芸能功労者表彰
- 1985年：毎日芸術賞特別賞

## 舞台
「ぶどうの会」時代以降の各演目の初演のみを記載。木下順二による作品は作者名を省略している。
築地小劇場では小山内薫の方針もあり多くの翻訳劇に出演したが、戦後は舞台復帰作の『人形の家』のほかは「ぶどうの会」で『ベルナルダ・アルバの家』（フェデリコ・ガルシーア・ロルカ作、1955年）に出演したのみであった。
- 1949年
  - 『山脈（やまなみ）』※民衆芸術劇場への客演
  - 『夕鶴』
  - 『慾の化粧」正宗白鳥
- 1952年『蛙昇天』
- 1953年
  - 『瓜子姫とあまんじゃく』
  - 『風浪』
- 1955年
  - 『二十二夜待ち』
  - 『赤い陣羽織』
  - 『ベルナルダ・アルバの家』フェデリコ・ガルシーア・ロルカ
- 1957年『おんにょろ盛衰記』
- 1959年『東の国にて』
- 1962年『花若』
- 1963年『沖縄』
- 1966年『陽気な地獄破り』
- 1968年『「平家物語」による群読―知盛』
- 1976年『群読・龍が見える時』
- 1979年『子午線の祀り』

## 映画
- 『黎明』（1927年、監督：小山内薫） - 築地小劇場による発声映画
- 『さくら隊散る』（1988年、監督：新藤兼人） - 丸山定夫の証言者として出演

## 著書
『歩いてきた道』は複数刊行されているが、各々に増補修正された内容があるため同一ではない。
- 『素顔』沙羅書店、1936年
- 『歩いてきた道』弘文堂〈アテネ文庫〉、1948年
- 『歩いてきた道』 未來社、1951年
- 『鶴によせる日々』中内書店、1950年
  - 未來社、1987年
- 『おりおりのこと』未來社、1969年
  - 『山本安英 おりおりのこと』日本図書センター、1999年
- 『舞台と旅と人と』未來社、1979年
- 『新版 歩いてきた道』未來社、1987年
- 『女優という仕事』岩波書店〈岩波新書〉、1992年
- 『歩いてきた道』中央公論社〈中公文庫〉、1994年

## 山本安英を題材とした作品
- 絵画「ある日の安英さん」北澤映月、1967年 - 京都市美術館蔵[134]